# Centro Nacional del Patrimonio Fotográfico
El Centro Nacional del Patrimonio Fotográfico, también conocido como CENFOTO-UDP, es una corporación cultural privada de la Universidad Diego Portales que busca rescatar, catalogar y preservar el patrimonio fotográfico. Fue fundado por la fotógrafa y gestora cultural Ilonka Csillag, con la participación de otros reconocidos actores del mundo cultural de Chile como Soledad Abarca, actual directora de la Biblioteca Nacional. 

## Historia
En los años 80 y 90 se intenta llevar a cabo la creación de un centro de conservación de sitios patrimoniales. Primeramente este proyecto se llevaría a cabo en las dependencias de la DIBAM, pero el proyecto perdió apoyo institucional.[cita requerida]
En el año 2001 Cenfoto recibe el apoyo fundamental de la Universidad Diego Portales y comienza la gestión de recursos a través de fondos públicos, toda esta labor ha contado con el apoyo de instituciones como Fundaciones Andes, Harvard University, Andrew Mellon Foundation, el Consejo Nacional de la Cultura y las Artes (CNCA), Dirección Archivos, Bibliotecas y Museos (DIBAM) y la Universidad Diego Portales (UDP).
La Biblioteca de Santiago también cuenta con la denominada Sala Cenfoto-UDP,  inaugurada en 2011. Esta sala está dedicada exclusivamente a la exhibición de obra de autores contemporáneos.[cita requerida]